# ФК Маарду
Маарду Линамеесконд (на естонски: Maardu Linnameeskond) е естонски футболен отбор от град Маарду.
Клубът е основан през 1997 г. От 2019 г. отборът ще играе в Мейстрилийгата – най-високото ниво на естонския клубен футбол, след като печели първото място през 2018 година в Есилийгата. Домакинските си мачове играе на стадион „Маарду“, който е с капацитет от 1000 места.

## Отличия
- Есилийга (2 дивизия)
  -  Шампион (2): 2017 [1], 2018